# Syntormon valae
Syntormon valae är en tvåvingeart som beskrevs av Negrobov och Zhilina 1986. Syntormon valae ingår i släktet Syntormon och familjen styltflugor.
Artens utbredningsområde är Mongoliet. Inga underarter finns listade i Catalogue of Life.